# Ficarolo
Ficarolo is een gemeente in de Italiaanse provincie Rovigo (regio Veneto) en telt 2754 inwoners (31-12-2004). De oppervlakte bedraagt 17,9 km², de bevolkingsdichtheid is 154 inwoners per km².

## Demografie
Ficarolo telt ongeveer 985 huishoudens. Het aantal inwoners daalde in de periode 1991-2001 met 4,7% volgens cijfers uit de tienjaarlijkse volkstellingen van ISTAT.
| Jaar | Inwoneraantal |
| ---- | ------------- |
| 1991 | 2900          |
| 2001 | 2764          |

## Geboren
- Bruto Mastelli (13 oktober 1878 – 9 oktober 1962), componist, dirigent en klarinettist

## Geografie
Ficarolo grenst aan de volgende gemeenten: Bagnolo di Po, Bondeno (FE), Felonica (MN), Ferrara (FE), Gaiba, Salara.